# Игнатий (Демченко)
Епископ Игнатий (в миру Иван Николаевич Демченко; 8 (21) мая 1905, Бендеры, Бессарабская губерния — 5 октября 1981, Славянск, Донецкая область) — епископ Русской православной церкви, епископ Кировоградский и Николаевский.

## Биография

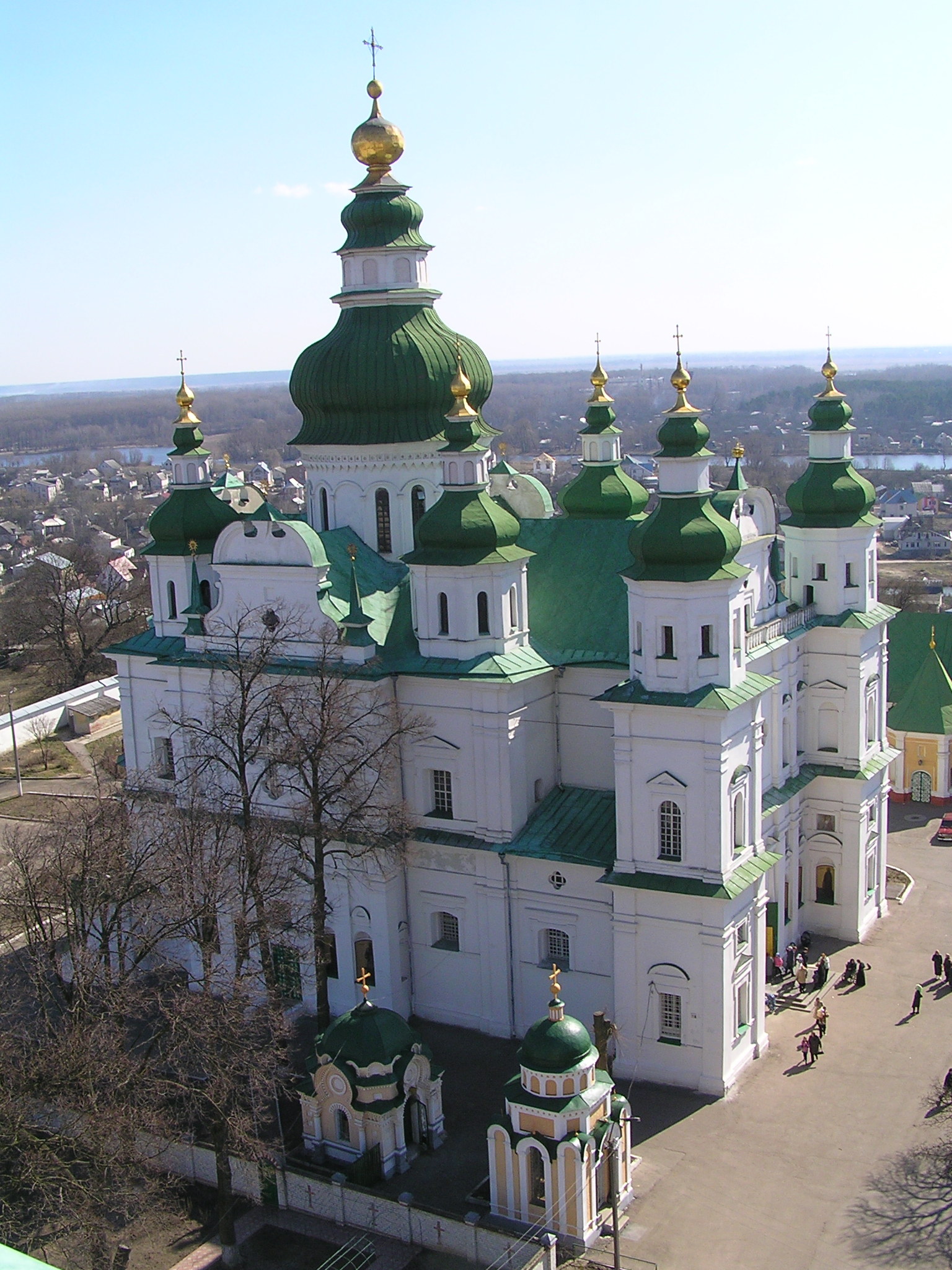
Троицкий собор в Чернигове. Кафедра епископа Игнатия (Демченко) в 1962 году

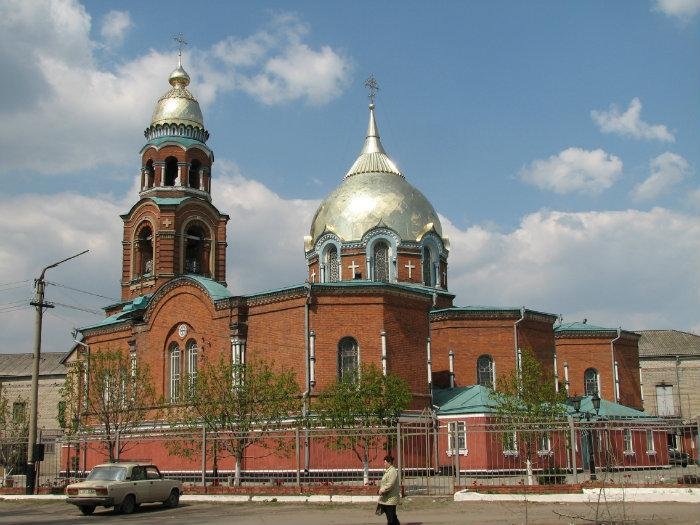
Собор Святого Александра Невского в Славянске, в ограде которого похоронен епископ Игнатий (Демченко)

Получив среднее образование, в 1923 году вступил в число братии Ново-Нямецкого Спасо-Вознесенского монастыря Бендерского уезда. В течение двух лет он был на монастырском послушании.
В 1926 году поступил в монашескую духовную семинарию в Старо-Нямецкой лавре в Молдавии.
В 1930 году по окончании 4-го класса духовной монастырской семинарии уехал в Париж для продолжения богословского образования в Свято-Сергиевском православном богословском институте.
В октябре 1930 года принял иноческий постриг с именем Игнатий, рукоположен митрополитом Евлогием (Геогриевским) во иеродиакона и направлен на Сергиевское подворье.
19 августа 1933 года митрополитом Евлогием рукоположен во иеромонаха и оставлен на том же подворье.
В 1935 году закончил богословский институт, но только в 1937 году (в связи с болезнью) получил звание кандидата богословия. В этом же году награждён наперсным крестом.
Настоятель православной церкви в городе Сен-Морис в предместье Парижа.
В 1939 году возведён в сан игумена и возвратился в Румынию.
С сентября 1939 года был духовником в Кишинёвской кладбищенской богадельне при Александро-Невском братстве.
Принят в общение с Московской Патриархией и назначен штатным священником и ключарем Кишинёвского кафедрального Христо-Рождественского собора.
15 февраля 1941 года возведён в сан архимандрита.
С 1946 года по декабрь 1948 года служил на приходах в сибирских епархиях.
С декабря 1948 по сентябрь 1961 года служил на приходах Украинского Экзархата. Был настоятелем церкви Преображения Господня в Жданове, благочинным, членом Епархиального совета.
3 сентября 1961 года хиротонисан во епископа Хмельницкого и Каменец-Подольского. Хиротонию совершали: митрополит Киевский и Галицкий Иоанн (Соколов) и митрополит Херсонский и Одесский Борис (Вик).
12 января 1962 года назначен епископом Черниговским и Нежинским и временно управляющим Сумской епархией. В том же году в Чернигове был закрыт Троицко-Ильинский монастырь, а мощи свт. Феодосия Черниговского были опущены в подвал Троицкого собора, где находилась усыпальница черниговских архиереев. В целом в Черниговской области в результате «хрущевской» антирелигиозной кампании по закрытию действующих храмов образовался значительный процент незарегистрированных общин, которые стали выпадать из-под контроля как властей, так и епархиального архиерея. Известны случаи, когда среди местного духовенства, возмущенного поведением епископа Игнатия, некоторые из них не только стали совершать несанкционированные богослужения, но и прекратили поминать его.
Ввиду того, что закрытие монастыря и передача мощей прошли практически без сопротивления епископа, 16 ноября 1962 года перемещён на кафедру Кировоградскую и Николаевскую с освобождением от управления Сумской епархией, а уже с 25 мая 1965 года епископ Игнатий по болезни находился на покое в Славянске. По благословению Патриарха Алексия I и с согласия архиепископа (позже митрополита) Херсонского и Одесского Сергия (Петрова) совершал богослужения в воскресные и праздничные дни в Александро-Невском храме.
Последнее богослужение он совершил 12 сентября 1981 года. С кончался 5 октября 1981 года. Отпевание было совершено при большом стечении народа в Александро-Невском храме. Похоронен в ограде Александро-Невского собора.